# جيف باترسون (لاعب كرة قدم أسترالية)
جيف باترسون (بالإنجليزية: Jeff Patterson)‏ هو لاعب كرة قدم أسترالية أسترالي، ولد في 3 نوفمبر 1928، وتوفي في 28 أبريل 2013.

## وصلات خارجية
- جيف باترسون على موقع AustralianFootball.com (الإنجليزية)
- جيف باترسون على موقع AFLtables.com (الإنجليزية)